# Westonbirt
Westonbirt – wieś w Anglii, w Gloucestershire. Leży 29,1 km od miasta Gloucester, 28,7 km od miasta Bristol i 147,9 km od Londynu. W 1961 roku civil parish liczyła 226 mieszkańców. Westonbirt jest wspomniana w Domesday Book (1086) jako Westone.